# Sous-district de Tiantan
Le sous-district de Tiantan (chinois : 天坛街道 ; pinyin : Tiāntán jiēdào) est une subdivision du district de Dongcheng, dans le centre de Pékin, en Chine.
Il s'agit du troisième plus grand sous-district du district de Dongcheng par la superficie. Sa densité de population est cependant inférieure à la moyenne de Dongcheng, car plus de la moitié du sous-district de Tiantan est occupée par le parc du Temple du Ciel.

## Communautés résidentielles
Le sous-district de Tiantan est divisé en seize communautés résidentielles (chinois : 社区 ; pinyin : shèqū).
| Nom                   | Chinois          | Pinyin                      | Population | Superficie (km²) |
| --------------------- | ---------------- | --------------------------- | ---------- | ---------------- |
| Dongxiaoshi           | 东晓市社区       | Dōngxiǎoshì shèqū           |            |                  |
| Xiyuanzi              | 西园子社区       | Xīyuánzi shèqū              |            |                  |
| Dongbanbijie          | 东半壁街社区     | Dōngbànbìjiē shèqū          |            |                  |
| Xicaoshi              | 西草市社区       | Xīcǎoshì shèqū              |            |                  |
| Hongmiaojie           | 红庙街社区       | Hōngmiàojiē shèqū           |            |                  |
| Dongshichang          | 东市场社区       | Dōngshìshǎng shèqū          |            |                  |
| Xilibeiqu             | 西里北区社区     | Xīlǐběiqū shèqū             |            |                  |
| Yongneidajie          | 永内大街社区     | Yǒngnèidàjiē shèqū          |            |                  |
| Donglinanqu           | 东里南区社区     | Dōnglǐnánqū shèqū           |            |                  |
| Donglibeiqu           | 东里北区社区     | Dōnglǐběiqū shèqū           |            |                  |
| Yongneidongjiexili    | 永内东街西里社区 | Yǒngnèidōngjiēxīlǐ shèqū    |            |                  |
| Yongneidongjiezhongli | 永内东街中里社区 | Yǒngnèidōngjiēzhōnglǐ shèqū |            |                  |
| Yongneidongjiedongli  | 永内东街东里社区 | Yǒngnèidōngjiēdōnglǐ shèqū  |            |                  |
| Jinyuchixiqu          | 金鱼池西区社区   | Jīnyúchíxīqū shèqū          |            |                  |
| Jinyuchizhongqu       | 金鱼池中区社区   | Jīnyúchízhōngqū shèqū       |            |                  |
| Jinyuchidongqu        | 金鱼池东区社区   | Jīnyúchídōngqū shèqū        |            |                  |
|                       |                  | Total                       | 50 304     | 4,03             |